# Eutropis trivittata
Espèce
Synonymes
- Tiliqua trivittata Hardwicke & Gray, 1827
- Mabuya trivittata (Hardwicke & Gray, 1827)

Statut de conservation UICN

 LC  : Préoccupation mineure
Eutropis trivittata est une espèce de sauriens de la famille des Scincidae.

## Répartition
Cette espèce est endémique d'Inde. Elle se rencontre dans les États d'Orissa, d'Andhra Pradesh, du Tamil Nadu, du Maharashtra, du Bengale-Occidental, du Jharkhand, du Bihar et dans le nord du Karnataka.

## Publication originale
- Hardwicke & Gray, 1827 : A synopsis of the species of saurian reptiles, collected in India by Major-General Hardwicke. The Zoological Journal, London, vol. 3, p. 214-229 (texte intégral)